# Frans Leenen
Joseph Francois Leenen (Sint-Truiden, 25 maggio 1919 – Sint-Truiden, 11 febbraio 2006) è stato un ciclista su strada belga, professionista dal 1945 al 1955.

## Carriera
Fu uno dei protagonisti della rocambolesca edizione della Parigi-Roubaix del 1949 quando, mentre era nel gruppo di testa con André Mahé e Jacques Mujica, fu indirizzato su un percorso sbagliato e dovette entrare nel Velodromo di Roubaix da un'entrata secondaria. Mahé regolò il terzetto vincendo, ma Serse Coppi che aveva vinto la volata del gruppo degli immediati inseguitori chiese che i fuggitivi fossero squalificati perché non avevano seguito il percorso stabilito. La vittoria andò quindi a Coppi e solo dopo molti mesi Mahé ottenne, a seguito dei ricorsi inoltrati alla federazione francese e all'Unione Ciclistica Internazionale, la vittoria ex aequo e Leenen fu accreditato del terzo posto.
Anche suo figlio Alfons Leenen fu un ciclista professionista.

## Palmarès
- 1946

Bruxelles-Huy-Bruxelles
- 1952

Saint Lieven-Esse
6ª tappa Giro del Belgio

### Altri successi
- 1947

Heusden-Zolder Kermesse
- 1949

Criterium di Aalst
- 1951

Criterium di Aarschot
- 1952

Kermesse di Jeuk
- 1953

Criterium di Boortmeerbeek

## Piazzamenti

### Classiche monumento
- Giro delle Fiandre

1949: 23º
1951: 24º
- Parigi-Roubaix

1949: 3º
1951: 52º
- Liegi-Bastogne-Liegi

1948: 6º